# Municipio de Center Creek
El municipio de Center Creek (en inglés: Center Creek Township) es un municipio ubicado en el condado de Martin en el estado estadounidense de Minnesota. En el año 2010 tenía una población de 217 habitantes y una densidad poblacional de 2,36 personas por km².

## Geografía
El municipio de Center Creek se encuentra ubicado en las coordenadas 43°42′57″N 94°17′59″O / 43.71583, -94.29972. Según la Oficina del Censo de los Estados Unidos, el municipio tiene una superficie total de 91.96 km², de la cual 91,89 km² corresponden a tierra firme y (0,07 %) 0,07 km² es agua.

## Demografía
Según el censo de 2010, había 217 personas residiendo en el municipio de Center Creek. La densidad de población era de 2,36 hab./km². De los 217 habitantes, el municipio de Center Creek estaba compuesto por el 98,62 % blancos, el 1,38 % eran de otras razas. Del total de la población el 1,38 % eran hispanos o latinos de cualquier raza.